# Почётный гражданин города Астрахани
Почётный гражданин города Астрахани — почётное звание, присуждаемое за особые заслуги гражданина перед городом. Является поощрением его личной деятельности, направленной на повышение авторитета города Астрахани, обеспечение его благополучия и процветания.
Звание «Почётный гражданин города Астрахани» присваивается:
- гражданам, проживающим в городе Астрахани не менее 10 лет, получившим широкую известность и уважение жителей города за большой вклад в развитие экономики, производства, науки, техники, культуры, искусства, воспитания и образования, здравоохранения и других сфер;
- уроженцам города Астрахани, чья государственная, политическая, общественная, научная, творческая или иная деятельность получила всероссийское или международное признание;
- гражданам Российской Федерации, других государств, имеющим выдающиеся заслуги перед городом.

Звание «Почётный гражданин города Астрахани» может быть присвоено посмертно.
Традиция присуждать звание почётного гражданина города была возобновлена в 1993. На данный момент звание «Почётный гражданин города Астрахани» присваивается накануне Дня города не более чем двум достойным гражданам.
В XIX веке звание «Почётный гражданин» в Астрахани присуждался по ходатайству Городской Думы за особые заслуги.
Общее число Почётных граждан города Астрахани в XIX веке на данный момент не установлено. Есть только отрывочные данные.
Согласно Памятным книжкам Астраханской губернии начала XX века (последние книжки — 1915 и 1916—1917 гг.), взятым из Астраханской библиотеки им. Крупской, это почётное звание оставалось действительным и в начале XX века, и упоминаний о почетных гражданах в эти годы в Памятных книжках Астраханской губернии имеется великое множество.

## Процедура присуждения звания
Согласно Положению о присвоении звания «Почётный гражданин города Астрахани» звание присваивается решением Совета муниципального образования «Город Астрахань» на заседании Совета, предшествующем празднованию Дня города.
Ходатайство о присвоении звания могут подавать:
- общественные объединения
- политические и религиозные организации
- трудовые коллективы

Ходатайство представляются мэру города Астрахани не позднее чем за два месяца до празднования Дня города.
Ходатайство о присвоении звания рассматривается в общественной комиссии при администрации города, сформированной мэром города. Решением общественной комиссии из числа представленных кандидатур, не позднее чем за один месяц до Дня города, определяются не более пяти претендентов на присвоение звания «Почётный гражданин города Астрахани». Решение общественной комиссии с документами, представленными на кандидатов, направляется в Совет муниципального образования «Город Астрахань».
Решение о присвоении звания принимается на заседании Совета и считается принятым, если за него проголосовало не менее чем 2/3 от установленного численного состава депутатов Совета.

## Знаки отличия
Лицу, удостоенному звания, вручаются в торжественной обстановке во время празднования Дня города в присутствии депутатов Совета муниципального образования «Город Астрахань» диплом, удостоверение, нагрудный знак с надписью «Почётный гражданин города Астрахани».
Имя почётного гражданина заносится в Книгу почётных граждан города Астрахани. фотографии.

## Права и льготы
Почётный гражданин города Астрахани, проживающий в городе Астрахани:
- освобождается от уплаты налога на имущество физических лиц на территории муниципального образования «Город Астрахань»
- освобождается совместно с проживающими с ним членами семьи от оплаты жилищных и коммунальных услуг в домах государственного, муниципального, частного жилищных фондов, в домах, не имеющих центрального отопления, имеет право на бесплатное внеочередное предоставление топлива, приобретаемого в пределах норм, установленных для продажи населению
- имеет право на бесплатный проезд на внутригородском общественном транспорте (кроме всех видов такси)
- имеет право на бесплатную подписку на газету «Горожанин»
- имеет право на внеочередной прием всеми должностными лицами органов местного самоуправления города Астрахани

В случае кончины почётного гражданина его погребение по согласованию с родственниками производится на Почётной аллее городского кладбища. На могиле умершего (погибшего) почётного гражданина устанавливается надгробие.

## XIX век
- Биппен Н. — действительный статский советник
- Вяземский Л. — князь
- Лорис-Меликов, Михаил Тариелович — Российский государственный и военный деятель, граф

## XX век
- Аламдаров Иван Никитович (1993, присвоено посмертно) — клицинист-невропатолог, доктор медицинских наук, профессор, заведующий кафедрой нервных болезней (1970—1993), ректор (1957—1966) Астраханского медицинского института.
- Аптекарь Семён Ильич (1993) — директор судостроительно-судоремонтного завода им. III Интернационала.
- Асанидзе Лео Георгиевич (1995) — генеральный директор «Астраханстрой», заслуженный строитель России.
- Безжонов Валентин Николаевич (1994) — генеральный директор Астраханского судостроительного производственного объединения, заслуженный машиностроитель РСФСР.
- Васильев Александр Алексеевич (1998) — генеральный директор АООТ «Стройгаз — А».
- Гагарин Александр Павлович (1995) — директор Судостроительно-судоремонтного завода им. Ленина.
- Гладченко Анатолий Антонович (1998) — композитор, заслуженный работник культуры РСФСР.
- Гладченко Владимир Александрович (1997) — старший тренер Астраханской мужской гандбольной команды «Динамо», заслуженный тренер СССР.
- Глазов Василий Иванович (1994) — председатель Правления Астраханского областного союза потребительских обществ, заслуженный работник торговли Российской Федерации.
- Демичев Николай Петрович (1998) — заведующий кафедрой травматологии и ортопедии Астраханской медицинской академии (1970—2008), доктор медицинских наук, профессор, заслуженный врач РФ.
- Збруева Галина Аркадьевна (1996) — актриса Астраханского государственного ордена «Знак Почета» драматического театра, заслуженная артистка РФ.
- Кагаков Юрий Николаевич (1997) — ректор Астраханского государственного технического университета (1987—2002).
- Каменев Александр Сергеевич (1996) — генеральный директор МП ПО «Водоканал».
- Касаткин Николай Николаевич (1998) — председатель ТОО фирмы «Инсет».
- Козлов Виктор Федорович (1996) — глава администрации Ленинского района города Астрахани (1993—1997), заслуженный строитель РФ.
- Кочетков Юрий Владимирович (1993) — художественный руководитель Астраханского театра юного зрителя, народный артист РФ.
- Кузнецов Иван Александрович (1994) — руководитель областного комитета ДОСААФ, Герой Советского Союза.
- Курочкин Вячеслав Николаевич (1995) — заведующий офтальмологического отделения областной клинической больницы.
- Марков Александр Сергеевич (1993) — писатель-краевед, член Союза писателей России, член Союза журналистов России.
- Марков Юрий Сергеевич (1994) — генеральный директор ООО "Телекомпания «Экс-видео», Член Союза журналистов России, заслуженный работник культуры Российской Федерации.
- Овсянников Александр Алексеевич (1994) — генеральный директор Первомайского судоремонтного завода.
- Полунин Иван Николаевич (1999) — заведующий кафедрой нормальной физиологии, ректор Астраханской государственной медицинской академии (1987—2002), доктор медицинских наук, профессор.
- Русанов Николай Васильевич (2000) — начальник морской администрации порта «Астрахань», заслуженный работник транспорта РФ.
- Тимофеев Анатолий Петрович (2000) — генеральный директор ОАО «Каспрыбхолодфлот», заслуженный работник рыбной промышленности РФ.
- Ткачев Аркадий Гаврилович (1998) — директор детско-юношеской спортивной школы № 4 Трусовского района г. Астрахани (1966—1989), заслуженный тренер РСФСР.
- Тюрин Марк Андреевич (1995) — председатель Исполкома Астраханского облсовета народных депутатов.
- Фабриков Петр Ефимович (1996) — генеральный директор АООТ «Астраханьспецстрой», заслуженный строитель РФ.
- Фролов Валентин Михайлович (1997) — генеральный директор АООТ ИФК «Астстройинвест».
- Шадрин Адихан Измайлович (1997) — писатель, секретарь правления Союза писателей России.
- Щербаков Владимир Романович (1999) — глава администрации г. Астрахани (1991—1996), управляющий Астраханским филиалом банка Внешней торговли России.
- Щугорев Виктор Дмитриевич (1993) — генеральный директор ООО «Астраханьгазпром»,Заслуженный работник нефтяной и газовой промышленности.
- Элеменкина Елизавета Борисовна (1996) — заместитель мэра города Астрахань по социальным вопросам.
- Этингер Мейр Аронович (1995) — заведующий кафедрой истории музыки Астраханской государственной консерватории, доктор искусствоведения, профессор, заслуженный деятель искусств Российской Федерации.
- Ющенко Анатолий Афанасьевич (1997) -директор НИИ по изучению лепры (с 1974 года), доктор медицинских наук.

## XXI век
- Алиев Ильхам Гейдар оглы (2011) — президент Азербайджана (с 2003).
- Аскаров, Рафаэль Мансурович (2005) — генеральный директор ООО "Завод «Ветроэнергомаш».
- Асфандияров Растям Измаилович (2004) — заведующий кафедрой анатомии человека Астраханской государственной медицинской академии, доктор медицинских наук, профессор.
- Бауэр, Вольф (2001) — член бундестага Германии, председатель немецкого общества им. Карла Ивановича Оссе.
- Березин, Сергей Константинович (2004) — директор государственного учреждения Социально-реабилитационного центра Астраханской области, заслуженный врач Российской Федерации.
- Бобров Сергей Иванович (2011) — руководитель следственного управления Следственного комитета Российской Федерации по Астраханской области.
- Винокуров, Виктор Иванович (2006) — генеральным директором ООО ФП «Астрафарм», председателем совета директоров ООО ПКФ «Астрахим».
- Волколупов, Евгений Васильевич (2008) — прокурор Астраханской области.
- Греф, Герман Оскарович (2007) — министр экономического развития и торговли Российской Федерации (2000—2007), президент, председатель правления сбербанка РФ (с 2007 г.)
- Гужвин, Анатолий Петрович (2004, присвоено посмертно) — губернатор Астраханской области (1991—2004).
- Жеребин, Александр Григорьевич (2009) — генеральный директор ООО «Лаверна Трейд» (Бузан-порт), депутат Государственной Думы Астраханской области IV созыва.
- Жидовинов, Александр Ипполитович (2001) — генеральный директор ОАО «Астраханьгазсервис».
- Жилкин, Александр Александрович (2008) — губернатор Астраханской области (с 2004 года).
- Ильязов, Назымбек Актажиевич (2007) — муфтий Астраханской области, председатель Астраханского регионального духовного управления мусульман.
- Иона, архиепископ Астраханский и Енотаевский (2006)
- Капитов, Георгий Михайлович (2002) — генеральный директор ОАО «Астраханское стекловолокно».
- Коломоец, Владимир Николаевич (2001) — заместитель генерального директора ООО «Астраханьгазпром».
- Колосов, Александр Иванович (2004) — президент и главный тренер муниципального учреждения "Футбольный клуб «Судостроитель», заслуженный работник физической культуры РФ.
- Королькова, Валентина Петровна (2002) — директор ООО "Гостиничный комплекс «Лотос», заслуженный работник жилищно-коммунального хозяйства Российской Федерации.
- Кудрявцева Светлана Петровна (2010) — исполнительный директор саморегулируемой организации некоммерческое партнерство «Гильдия проектировщиков Астраханской области».
- Меньшов, Владимир Валентинович (2007) — российский актёр, режиссёр.
- Миллер, Алексей Борисович (2008) — заместитель Председателя Совета директоров ОАО «Газпром», Председатель Правления ОАО «Газпром».
- Насад, Николай Николаевич (2007) — генеральный директор ОАО «СПМК № 39».
- Пашаев, Аликбер Алескерович (2005) — предприниматель, депутат Государственной Думы Астраханской области, заместитель председателя комитета по государственной политике, законности, правопорядку и безопасности.
- Пименов, Юрий Тимофеевич (2006) — ректор АГТУ (с 2002 г.)
- Путин, Владимир Владимирович (2008) — Президент Российской Федерации (2000—2008), Председатель Правительства РФ (с 2008 г.)[2]
- Сагунов, Геннадий Николаевич (2002) — управляющий филиалом АБ «Газпромбанк» (ЗАО) в г. Астрахани, заслуженный экономист РФ.
- Сапунов, Юрий Павлович (2004) — генерал-майор, начальник Управления ФСБ России Астраханской области.
- Сливин, Николай Дмитриевич (2003) — генеральный директор проектного института «Астраханьгражданпроект».
- Солопов, Анатолий Иванович (2002) — генеральный директор ЗАО «Астраханский автомост».
- Тихомирова, Людмила Александровна (2005) — заслуженный тренер СССР по художественной гимнастике, тренер-консультант муниципального учреждения дополнительного образования детей «Специализированная детско-юношеская спортивная школа олимпийского резерва».
- Френкель, Виктор Александрович (2003) — генеральный директор ОАО «Астраханский ликероводочный завод».
- Шибанов, Сергей Георгиевич (2003) — директор некоммерческой организации «Фонд социальной поддержки работников жилищно-коммунального хозяйства и муниципального транспорта „Астрахань“».
- Шмаевский, Николай Владимирович (2013) — общественный деятель.